# Туркович, Милан
Ми́лан Ту́ркович (хорв. Milan Turković; род. 14 сентября 1939, Загреб, Югославия) — австрийский фаготист хорватского происхождения, один из наиболее известных современных исполнителей на этом инструменте.

## Биография
Туркович родился в австро-хорватской семье, учился в Вене у Карла Эльбергера, затем в Детмольдской Высшей школе музыки у Альберта Хенниге. Достигнув высокого мастерства в исполнении на фаготе, в 1962 году получил место солиста Бамбергского симфонического оркестра, а через пять лет — Венского симфонического оркестра. В 1984 Туркович покинул коллектив, начав концертную и преподавательскую карьеру. В 1984—1992 гг. он преподавал в университете Моцартеум в Зальцбурге, а затем в 1992—2003 гг. — в Венской Высшей школе музыки. Музыкант в совершенстве владеет как современным, так и старинным фаготом, много гастролирует и делает записи, его исполнение отличается красотой и своеобразием звучания инструмента, безукоризненным техническим мастерством. Туркович — активный участник различных камерных коллективов, в том числе духового квинтета «Вена-Берлин», Камерного общества Линкольн-центра и оркестра старинной музыки «Concentus Musicus» в Вене.
Милан Туркович женат на австрийской спортсменке Ингрид Вендль.